# Beyoncé (음반)
Beyoncé는 미국의 가수 비욘세의 다섯 번째 정규 음반으로, 2013년 12월 13일 콜롬비아 레코드와 파크우드 레코드를 통해 발매되었다. 비욘세는 14개의 수록곡에 뮤직비디오를 동반한 "비쥬얼 앨범"이라고 말하며 발매했다. 앨범은 미니멀리즘한 프로덕션과 루즈한 노래들, 감정이담긴 보컬 등 전체적으로 얼터너티브 알앤비 장르이다. 테마는 비욘세가 그동안 흔하게 해왔던 자아인식이 담겨있지만, 산후 우울증 등 시도하지 않았던 어두운 테마를 가지고 있다.
비욘세는 이번 앨범에 이그제큐티브 프로듀서, 공동 작곡, 7개 뮤직비디오 감독으로 참여했다. 이 외에 부츠, 퍼렐 윌리엄스, 팀발랜드 등이 프로듀서로 참여했다. 앨범 녹음은 2012년 뉴욕에서 시작했고 2013년 동안 월드 투어를 하면서 비밀스럽게 진행 해왔다. 그러다가 2013년 12월 아이튠즈를 통해 사전 프로모션 없이 갑자기 발매했다.
이번 음반은 평론가들로부터 시도하지 않은 방식, 보컬 능력 등으로 호평을 받았다. 상업적 성과는 미국에서 발매 3일만에 617,213만 장을 팔면서 빌보드 200 1위로 데뷔했다. 이는 비욘세의 그동안 앨범 중 가장 높은 첫 주 데뷔 판매량이며, 2013년 여자 가수 중 가장 높은 데뷔 판매량이다. 또 5장의 정규 음반을 연속으로 1위에 올리면서 여자 가수로는 최초로 5번 연속 1위 데뷔라는 기록을 세웠다. "XO"와 "Drunk in Love"는 각각 팝, 알앤비 싱글로 발매되었다.

## 상업적 성과
미국에서 발매 첫 3시간 동안 Beyoncé는 8만 건의 디지털 판매량을 기록했다. 이후 24시간 동안 총 43만 건의 디지털 건수를 올렸다. 둘째 날에는 120,000만 건을 팔으면서 2일 동안 총 550,000만 건을 기록했다. 《빌보드》는 2013년 12월 15일 주간 동안 총 60만 건을 기록할 것으로 예측했다. Beyoncé는 3일 동안 617,213만 건의 디지털 판매를 해 빌보드 200 1위로 데뷔했다. 이로써 비욘세는 다섯 번 연속 1위 데뷔 앨범을 만들어 냈고, 여자 가수로는 처음으로 데뷔 앨범부터 다섯 번째까지 1위 데뷔를 시켰다. 또한 비욘세 경력사상 가장 높은 첫 주 판매량 이였으며, 2013년 여자 가수 앨범 중 가장 높은 데뷔 판매량이다. 전체 가수 중에서는 저스틴 팀버레이크의 The 20/20 Experience, 에미넴의 The Marshall Mathers LP 2, 드레이크의 Nothing Was the Same에 이어 네 번째로 높은 판매량이다.
둘째 주에는 374,000만 장을 팔면서 1위를 이어갔다. 발매 10일 동안 Beyoncé는 총 991,000만 장이 팔리면서 2013년 여자 가수 앨범 중 가장 많이 팔렸다. 3주차에도 310,000만 장을 팔아 3주 연속 1위에 올랐고, 발매 17일 동안 미국에서 총 130만 장이 팔렸다. 2013년 가장 많이 팔린 앨범 순위에 8위에 올랐는데, 닐슨 사운드스캔이 시작된 이후 최초로 3주차 판매량으로 연간 차트 10위권에 진입했다. 4주차에 총 판매량 143만 장을 기록하면서 이전 앨범이자 2011년 발매되었던 4(139만 장)의 판매량을 넘어섰다. 2014년 2월 26일자로 미국에서 1,791,000만 장이 팔렸다.
12월 16일 애플은 Beyoncé가 미국과 세계 아이튠즈 스토어 역사상 가장 빠르게 팔린 앨범이라고 발표했다. 104개 국가 아이튠즈 스토어에서 1위에 올랐으며, 세계적으로 3일 동안 828,773만 건의 디지털 판매량을 기록했다. 발매 6일 후 아이튠즈 스토어에서 100만 디지털 건 수를 넘겼다. 12월 15일 영국에서 2일치의 67,858 디지털 판매량으로 영국 음반 차트 1위로 데뷔했다. 12월 20일 10만 장 이상을 팔아 영국 음반 산업 협회로부터 골드 인증을 받았다. 발매 5주차에 2위로 상승하면서 다시 한 번 높은 순위를 기록했다. 2014년 2월까지 영국에서 Beyoncé는 300,000만 장의 판매량을 기록하고 있다.
캐나디안 앨범 차트에서는 35,000건의 디지털 판매량으로 1위에 올랐다. 프랑스 앨범 차트에서는 2일 동안 12,000건의 디지털 판매량으로 24위로 데뷔했고, 4주차에 15위로 상승하며 최고 순위를 기록했다. 뉴질랜드에서는 2위로 데뷔했고, 15,000장 이상을 판매하면서 레코디드 뮤직 NZ로부터 플래티넘 인증을 받았다. 네덜란드에서는 네덜란드 앨범 차트 1위에 오르면서 비욘세의 첫 네덜란드 1위 앨범이 되었다. 오스트레일리아에서 Beyoncé는 첫 주 31,102만 건의 디지털 판매량으로 ARIA 차트 2위로 데뷔했다. 이후 3주 차에 1위로 상승했다. 3주 동안 1위를 했으며, 7만 장 이상을 팔아 오스트레일리아 음반 산업 협회로부터 플래티넘 인증을 받았다. 2014년 1월까지 세계적으로 300만 장 이상 팔리고 있다.

## 수록곡
| #            | 제목                                                 | 작사·작곡 | 프로듀서                                                 | 재생 시간 |
| ------------ | ---------------------------------------------------- | --- | -------------------------------------------------------- | --------- |
| 1.           | 〈Pretty Hurts〉                                     | 조슈아 콜먼 Sia Furler 비욘세 놀스                                                                                | Ammo 놀스                                                | 4:17      |
| 2.           | 〈Ghost" / "Haunted〉                                | 부츠 놀스 | 부츠 놀스                                                | 6:09      |
| 3.           | 〈Drunk in Love〉 (featuring 제이 지)                | Noel "Detail" Fisher 놀스 션 카터 Andre Eric Proctor Rasool Diaz Brian Soko Charisse Hill 티머시 모즐리 제롬 하먼 | Fisher 놀스 팀발랜드 [b] 하먼 [b] 부츠 [b] Soko [b]      | 5:23      |
| 4.           | 〈Blow〉                                             | 퍼렐 윌리엄스 놀스 James Fauntleroy Hill 모즐리 하먼 저스틴 팀버레이크                                            | 윌리엄스 놀스 팀발랜드 [a] 하먼 [a]                      | 5:09      |
| 5.           | 〈No Angel〉                                         | 캐럴라인 폴라첵 놀스 Fauntleroy                                                                                   | 폴라첵 놀스 부츠 [b]                                     | 3:48      |
| 6.           | 〈Yoncé" / "Partition〉                              | Terius "The-Dream" 내쉬 놀스 팀버레이크 모즐리 하먼 Dwane Weir Hill Mike Dean                                     | 팀발랜드 하먼 팀버레이크 놀스 Key Wane Dean [b] 부츠 [b] | 5:19      |
| 7.           | 〈Jealous〉                                          | Fisher 놀스 Proctor Diaz Soko 부츠                                                                                | Fisher 놀스 부츠 [b] Hit-Boy [b] Proctor [b]             | 3:04      |
| 8.           | 〈Rocket〉                                           | Miguel Jontel Pimentel 놀스 팀버레이크 Mosley Harmon                                                              | 팀발랜드 놀스 Harmon [a]                                 | 6:31      |
| 9.           | 〈Mine〉 (featuring Drake)                           | Noah "40" Shebib Aubrey Drake Graham 놀스 Jordan Kenneth Cooke Ullman Sidney "Omen" Brown Weir                    | Shebib Majid Jordan [b] Brown [b] 놀스 [c]               | 6:18      |
| 10.          | 〈XO〉                                               | 내쉬 Ryan Tedder 놀스                                                                                             | 내쉬 Tedder 놀스 Hit-Boy [b]                             | 3:35      |
| 11.          | 〈***Flawless〉 (featuring 치마만다 응고지 아디치에) | 내쉬 놀스 Chauncey Hollis Rey Reel Music                                                                          | Hit-Boy 놀스 Rey Reel Music [a] 부츠 [b]                 | 4:10      |
| 12.          | 〈Superpower〉 (featuring 프랭크 오션)               | 윌리엄스 프랭크 오션 놀스                                                                                         | 윌리엄스 부츠 [b] 놀스 [c]                               | 4:36      |
| 13.          | 〈Heaven〉                                           | 부츠 놀스 | 부츠 놀스                                                | 3:50      |
| 14.          | 〈Blue〉 (featuring 블루 아이비)                     | 부츠 놀스 | 부츠 놀스                                                | 4:26      |
| 총 재생 시간 | 총 재생 시간                                         | 총 재생 시간 | 총 재생 시간                                             | 66:35     |

| #            | 제목                                              | 감독                                   | 재생 시간 |
| ------------ | ------------------------------------------------- | -------------------------------------- | --------- |
| 1.           | 〈Pretty Hurts〉                                  | Melina Matsoukas                       | 7:04      |
| 2.           | 〈Ghost〉                                         | Pierre Debusschere                     | 2:31      |
| 3.           | 〈Haunted〉                                       | Jonas Åkerlund                         | 5:21      |
| 4.           | 〈Drunk in Love〉 (featuring Jay Z)               | Hype 윌리엄스                          | 6:21      |
| 5.           | 〈Blow〉                                          | 윌리엄스                               | 5:25      |
| 6.           | 〈No Angel〉                                      | @lilinternet                           | 3:53      |
| 7.           | 〈Yoncé〉                                         | Ricky Saiz                             | 2:02      |
| 8.           | 〈Partition〉                                     | Jake Nava                              | 3:49      |
| 9.           | 〈Jealous〉                                       | 놀스, 프란체스코 카로치니, Todd Tourso | 3:26      |
| 10.          | 〈Rocket〉                                        | 놀스, 에드 버크, Bill Kirstein         | 4:30      |
| 11.          | 〈Mine〉 (featuring Drake)                        | Dubusschere                            | 4:59      |
| 12.          | 〈XO〉                                            | 테리 리처드슨                          | 3:35      |
| 13.          | 〈Flawless〉 (featuring 치마만다 응고지 아디치에) | Nava                                   | 4:12      |
| 14.          | 〈Superpower〉 (featuring 프랭크 오션)            | Åkerlund                               | 5:24      |
| 15.          | 〈Heaven〉                                        | 놀스, Tourso                           | 3:55      |
| 16.          | 〈Blue〉 (featuring Blue Ivy)                     | 놀스, 버크, Kirstein                   | 4:35      |
| 17.          | 〈Grown Woman〉 (bonus video)                     | Nava                                   | 4:24      |
| 18.          | 〈Credits〉                                       |                                        | 2:34      |
| 총 재생 시간 | 총 재생 시간                                      | 총 재생 시간                           | 78:00     |

주
- ^[a]  공동 프로듀서를 의미
- ^[b]  추가 프로듀서를 의미
- ^[c]  보컬 프로듀서를 의미

## 차트 및 인증
| 차트 (2013)                              | 최고 순위 |
| ---------------------------------------- | --------- |
| 오스트레일리아 앨범 (ARIA)               | 1         |
| 오스트레일리아 어반 앨범 (ARIA)          | 1         |
| 오스트리아 앨범 (Ö3 오스트리아)          | 12        |
| 벨기에 앨범 (울트라탑 플랑드르)          | 4         |
| 벨기에 앨범 (울트라탑 왈로니아)          | 9         |
| 캐나디안 앨범 (빌보드)                   | 1         |
| 크로아티아 앨범 차트                     | 1         |
| 체코 앨범 (ČNS IFPI)                     | 5         |
| 덴마크 앨범 (히트리스트)                 | 2         |
| 네덜란드 앨범 (메하하르츠)               | 1         |
| 핀란드 앨범 (수오멘 비랄리넨 리스타)     | 5         |
| 프랑스 앨범 (SNEP)                       | 10        |
| 독일 앨범 (미디어 컨트롤)                | 11        |
| 그리스 앨범 차트 (IFPI)                  | 12        |
| 헝가리 앨범 (MAHASZ)                     | 26        |
| 아일랜드 앨범 (IRMA)                     | 2         |
| 이탈리아 앨범 차트 (FIMI)                | 14        |
| 일본 앨범 (오리콘)                       | 11        |
| 멕시코 앨범 차트 (AMPROFON)              | 15        |
| 뉴질랜드 앨범 (레코디드 뮤직 NZ)         | 2         |
| 노르웨이 앨범 (VG-리스타)                | 2         |
| 폴란드 앨범 (ZPAV)                       | 2         |
| 포르투갈 앨범 (AFP)                      | 3         |
| 러시아 앨범 차트                         | 1         |
| 스코틀랜드 앨범 (OCC)                    | 2         |
| 슬로베니아 앨범 차트 (SLO 탑 30)         | 5         |
| 남아프리카공화국 앨범 차트               | 5         |
| 대한민국 앨범 차트 (가온 앨범 차트)      | 9         |
| 대한민국 국외 앨범 차트 (가온 앨범 차트) | 2         |
| 스페인 앨범 (PROMUSICAE)                 | 8         |
| 스웨덴 앨범 (스베리예토프리스탄)         | 27        |
| 스위스 앨범 (슈바이처 히트파라데)        | 4         |
| 타이완 국제 앨범 차트 (G-Music)          | 2         |
| 영국 음반 (OCC)                          | 2         |
| 영국 알앤비 앨범 (OCC)                   | 1         |
| 미국 빌보드 200                          | 1         |
| 미국 탑 알앤비/힙합 앨범 (빌보드)        | 1         |
| 미국 탑 테이스트메이커 앨범 (빌보드)     | 1         |

| 차트 (2013)                   | 순위 |
| ----------------------------- | ---- |
| 오스스트레일리아 앨범 차트    | 23   |
| 오스트레일리아 어반 앨범 차트 | 3    |
| 벨기에 앨범 차트 (플랑드르)   | 180  |
| 덴마크 앨범 차트              | 38   |
| 대한민국 국외 앨범 차트       | 29   |
| 네덜란드 앨범 차트            | 39   |
| 프랑스 앨범 차트              | 119  |

| 국가                                                                                         | 인증        | 판매량/출하량 |
| -------------------------------------------------------------------------------------------- | ----------- | ------------- |
| 오스트레일리아 (ARIA)                                                                        | 플래티넘    | 70,000^       |
| 브라질 (Pro-Música Brasil)                                                                   | 다이아몬드  | 160,000       |
| 캐나다 (뮤직 캐나다)                                                                         | 플래티넘    | 80,000^       |
| 덴마크 (IFPI Danmark)                                                                        | 플래티넘    | 20,000        |
| 프랑스 (SNEP)                                                                                | 골드        | 100,000       |
| 아일랜드 (IRMA)                                                                              | 골드        | 7,500^        |
| 이탈리아 (FIMI)                                                                              | 골드        | 25,000        |
| 멕시코 (AMPROFON)                                                                            | 골드        | 30,000^       |
| 뉴질랜드 (RMNZ)                                                                              | 플래티넘    | 15,000^       |
| 폴란드 (ZPAV)                                                                                | 플래티넘    | 20,000*       |
| 대한민국                                                                                     | —           | 3,333         |
| 스페인 (PROMUSICAE)                                                                          | 골드        | 20,000        |
| 스위스 (IFPI 스위스)                                                                         | 골드        | 10,000^       |
| 영국 (BPI)                                                                                   | 2× 플래티넘 | 600,000       |
| 미국 (RIAA)                                                                                  | 2× 플래티넘 | 2,300,000     |
| 요약                                                                                         |             |               |
| 전 세계                                                                                      | —           | 8,000,000     |
| *판매량을 기반으로 한 인증 · ^출하량을 기반으로 한 인증 · 판매량+스트리밍을 기반으로 한 인증 |             |               |

## 발매일
| 국가           | 일자             | 포맷            | 레이블                         | 출처          |
| -------------- | ---------------- | --------------- | ------------------------------ | ------------- |
| 세계           | 2013년 12월 13일 | 디지털 다운로드 | 파크우드 엔터테인먼트 콜롬비아 | [ 89 ]        |
| 오스트레일리아 | 2013년 12월 20일 | CD+DVD          | 파크우드 엔터테인먼트 콜롬비아 | [ 90 ]        |
| 프랑스         | 2013년 12월 20일 | CD+DVD          | 파크우드 엔터테인먼트 콜롬비아 | [ 19 ]        |
| 폴란드         | 2013년 12월 20일 | CD+DVD          | 파크우드 엔터테인먼트 콜롬비아 | [ 91 ]        |
| 영국           | 2013년 12월 20일 | CD+DVD          | 파크우드 엔터테인먼트 콜롬비아 | [ 92 ]        |
| 미국           | 2013년 12월 20일 | CD+DVD          | 파크우드 엔터테인먼트 콜롬비아 | [ 93 ] [ 94 ] |
| 멕시코         | 2013년 12월 23일 | CD+DVD          | 파크우드 엔터테인먼트 콜롬비아 | [ 95 ]        |
| 터키           | 2014년 1월 8일   | CD+DVD          | 파크우드 엔터테인먼트 콜롬비아 | [ 96 ]        |
| 일본           | 2014년 2월 12일  | CD+DVD          | 소니 뮤직 엔터테인먼트 재팬    | [ 97 ]        |